# Tú que no puedes
|  |

El aguafuerte Tú que no puedes es un grabado de la serie Los Caprichos del pintor español Francisco de Goya. Está numerado con el número 42 en la serie de 80 estampas. Se publicó en 1799.

## Interpretaciones de la estampa
Existen varios manuscritos contemporáneos que explican las láminas de los Caprichos. El que se encuentra en el Museo del Prado se tiene como autógrafo de Goya, pero parece más bien despistar y buscar un significado moralizante que encubra significados más arriesgados para el autor. Otros dos, el que perteneció a Ayala y el que se encuentra en la Biblioteca Nacional, realzan la parte más escabrosa de las láminas.
- Explicación de esta estampa del manuscrito del Museo del Prado: ¿quién no dirá que estos caballeros son caballerías?.[2]

- Manuscrito de Ayala: Las clases útiles de la sociedad llevan todo el peso de ella, ó los verdaderos burros a cuestas.[2]

- Manuscrito de la Biblioteca Nacional: Los pobres y clases útiles de la sociedad, son los que llevan a cuestas a los burros, o cargan con todo el peso de las contribuciones del Estado.[2]

## Las estampas de Asnerías
- Capricho n.º 37: ¿Si sabrá más el discípulo?
- Capricho n.º 38: ¡Bravísimo!
- Capricho n.º 39: Hasta su abuelo
- Capricho n.º 40: ¿De qué mal morirá?
- Capricho n.º 41: Ni más ni menos
- Capricho n.º 42: Tú que no puedes